# Svenska skolan för synskadade

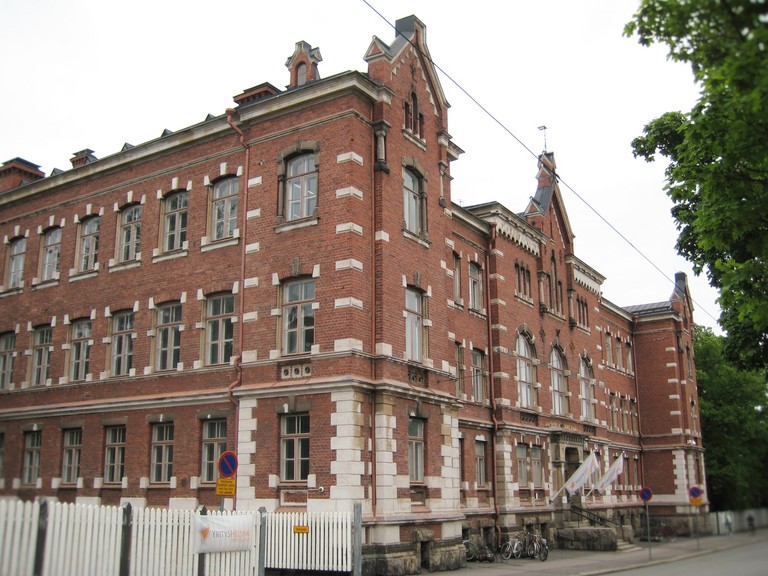
Blindskolan i Helsingfors första egna byggnad uppfördes 1898 efter ritningar av Theodor Granstedt på Första linjen 1.

Svenska skolan för synskadade, före 1985 Blindskolan i Helsingfors, var åren 1865–2015 en specialskola i Helsingfors för synskadade. Skolan sammanslogs 2015 med fem andra specialskolor och bildade Valteriskolan men bevarades som den skilda enheten Skilla.
Blindskolan i Helsingfors grundades 1865 av Uno Cygnaeus som under studieresor i Europa hade kommit i kontakt med skolor som undervisade synskadade. Skolan var initialt svenskspråkig men kom att bli tvåspråkig.